# Zabłocie (Legionowo)
Pour les articles homonymes, voir Zabłocie.
Zabłocie (prononciation : [zaˈbwɔt͡ɕe]) est un village polonais de la gmina de Serock dans le powiat de Legionowo de la voïvodie de Mazovie dans le centre-est de la Pologne.
Il se situe à environ 11 kilomètres au nord-ouest de Serock (siège de la gmina), 17 kilomètres au nord de Legionowo (siège du powiat) et à 38 kilomètres au nord de Varsovie (capitale de la Pologne).

## Histoire
De 1975 à 1998, le village appartenait administrativement à la voïvodie de Varsovie.